# 이주연 (아나운서)
이주연(1973년 6월 11일 ~ )은 대한민국의 아나운서이다. 1995년 MBC 공채 아나운서로 입사하였다. 2018년 12월 31일자로 명예퇴직하였다.

## 경력
- 1995년 11월 ~ 2018년 12월 : MBC 아나운서국 아나운서
- MBC 아나운서국 아나운서1부 차장
- MBC 아나운서국 방송언어연구팀장

## 방송

### 뉴스
- MBC 뉴스데스크 - 주말 앵커 (1996년 8월 24일 ~ 1996년 11월 10일)
- MBC 저녁 630 뉴스 (1998년 4월 27일 ~ 2005년 4월 29일)
- MBC 뉴스현장 (2005년 12월 5일 ~ 2006년 12월 29일)
- MBC 930 뉴스 (2010년 11월 1일 ~ 2011년 11월 25일)
- 지구촌 리포트

### 교양 프로그램
- 희망 나눔 무지개
- 행복 충전 내일은 맑음
- 여행 스케치
- 음향 리포트
- TV 속의 TV
- 일요 음악회
- 건강만들기
- 문화사색 (2005년 10월 28일 ~ 2018년 12월 27일)
- MBC 스페셜 640회 : 카시와 고등학교의 아리랑 - 내레이션
- 뉴스&정보 피자의 아침

### 라디오 프로그램
- MBC 표준FM - 새벽이 아름다운 이유
- MBC FM4U - 이주연의 모두가 사랑이에요
- MBC FM4U - 뮤직스트리트 1부 (영화 음악) - (2006.10.31 ~ 2012.7.24)
- MBC FM4U - 이주연의 영화음악 (2013.12.3 ~ 2018.4.8)

## 기타
- 뮤직캐스트 이주연의 영화 속 음악